# Vridbor
Vridbor, Vridt, Vridtbor
1. led on. riða; grundbetydning, dreje, vende, måske egentlig fra fr. foret (jf. lat. forare), gennembore, men omdannet til dansk, vride; jf. fritbor.
Mindre spiralbor smedet ud i et stykke med stang og et øsken som greb, eller blot et lille bor af norsk bor-type eller schweizerbor-type) med et T-formet håndtag.
Borskaftet – det stykke der sidder oven for den spidse tætsnoede spiral og har oftest tiltagende diameter opefter, så borediameteren bliver ikke den samme hele vejen ned – derfor er boret bedst egnet til forboring for søm og skruer.

## Ekstern henvisninger
- Træsmedens Håndværktøj Arkiveret 16. september 2008 hos  Wayback Machine